# Cryphia griseata
Cryphia griseata är en fjärilsart som beskrevs av John Henry Leech. Cryphia griseata ingår i släktet Cryphia och familjen nattflyn. Inga underarter finns listade i Catalogue of Life.